# Cazideroque
Cazideroque – miejscowość i gmina we Francji, w regionie Nowa Akwitania, w departamencie Lot i Garonna.
Według danych na rok 1990 gminę zamieszkiwały 244 osoby, a gęstość zaludnienia wynosiła 20 osób/km² (wśród 2290 gmin Akwitanii Cazideroque plasuje się na 934. miejscu pod względem liczby ludności, natomiast pod względem powierzchni na miejscu 920).